# Зориновський заказник
Зориновський — один з об'єктів природно-заповідного фонду Луганської області, орнітологічний заказник місцевого значення.

## Розташування
Орнітологічний заказник розташований за 0,5 км південніше села Зоринівка в Міловському районі Луганської області. Координати: 49° 27' 44" північної широти, 40° 01' 32" східної довготи .

## Історія
Орнітологічний заказник місцевого значення «Зориновський» оголошений рішенням виконкому Ворошиловградської обласної ради народних депутатів № 300 від 12 липня 1980 року (в. ч.), № 247 від 28 червня 1984 року.

## Загальна характеристика
Орнітологічний заказник «Зориновський» загальною площею 20,0 га являє собою лиман, що є верховим озером, розташованим в оточенні розораних степових масивів на вододілі річок Комишної і Мілової.

## Орнітофауна
Мілководність та заболоченність озера, густі зарості очерету, комишу та осокових створюють сприятливі умови для гніздування та відпочинку під час міграцій різноманітної водно-болотної орнітофауни.